# Dorysthetus arnaudi
Dorysthetus arnaudi är en skalbaggsart som beskrevs av Soula 2002. Dorysthetus arnaudi ingår i släktet Dorysthetus och familjen Rutelidae. Inga underarter finns listade i Catalogue of Life.